# Pheidolomyia spinosissima
Pheidolomyia spinosissima är en tvåvingeart som beskrevs av Borgmeier 1935. Pheidolomyia spinosissima ingår i släktet Pheidolomyia och familjen puckelflugor. Inga underarter finns listade i Catalogue of Life.